# Temporada de Fórmula 3000 de 2003
A Temporada de Fórmula 3000 de 2003 foi a décima-nona da história da categoria. Teve como campeão o sueco Björn Wirdheim, da Arden International, e o vice foi o brasileiro Ricardo Sperafico, da Coloni.
O campeonato foi realizado entre 20 de abril e 13 de setembro de 2003, sendo realizadas dez etapas, iniciando em Imola e se encerrando em Monza.

## Equipes e pilotos
| Equipe                       | Nº | Piloto                | Corridas disputadas |
| ---------------------------- | -- | --------------------- | ------------------- |
| Arden International          | 1  | Björn Wirdheim        | Todas               |
| Arden International          | 2  | Townsend Bell         | Todas               |
| Coloni Motorsport            | 3  | Zsolt Baumgartner     | 1-9                 |
| Coloni Motorsport            | 3  | Christian Montanari   | 10                  |
| Coloni Motorsport            | 4  | Ricardo Sperafico     | Todas               |
| Super Nova Racing            | 5  | Enrico Toccacelo      | Todas               |
| Super Nova Racing            | 6  | Derek Hill            | 1-6                 |
| Super Nova Racing            | 6  | Nicolas Kiesa         | 7                   |
| Super Nova Racing            | 6  | Sam Hancock           | 8-10                |
| Den Blå Avis                 | 7  | Nicolas Kiesa         | 1-6                 |
| Den Blå Avis                 | 8  | Robbie Kerr           | 1                   |
| Den Blå Avis                 | 8  | Phil Giebler          | 2-6                 |
| Durango                      | 9  | Giorgio Pantano       | Todas               |
| Durango                      | 10 | Raffaele Giammaria    | Todas               |
| Team Astromega               | 11 | Tony Schmidt          | Todas               |
| Team Astromega               | 12 | Jeffrey van Hooydonk  | 1-2, 4-6, 10        |
| Team Astromega               | 12 | Michael Keohane       | 7-9                 |
| Superfund Team/ISR - Charouz | 14 | Jaroslav Janiš        | Todas               |
| Superfund Team/ISR - Charouz | 15 | Yannick Schroeder     | 1-8                 |
| Red Bull Junior Team F3000   | 16 | Vitantonio Liuzzi     | Todas               |
| Red Bull Junior Team F3000   | 17 | Patrick Friesacher    | 1-2, 5-10           |
| Red Bull Junior Team F3000   | 17 | Bernhard Auinger      | 3-4                 |
| BCN F3000                    | 18 | Valerio Scassellati   | 1, 5-6, 8           |
| BCN F3000                    | 18 | Alessandro Piccolo    | 2-4, 10             |
| BCN F3000                    | 18 | Marc Hynes            | 7                   |
| BCN F3000                    | 18 | Giovanni Berton       | 9                   |
| BCN F3000                    | 19 | Rob Nguyen            | 1-3                 |
| BCN F3000                    | 19 | Will Langhorne        | 4-8                 |
| BCN F3000                    | 19 | Ferdinando Monfardini | 9-10                |
| Brand Motorsport             | 20 | Nicolas Minassian     | 1                   |
| Brand Motorsport             | 21 | Gary Paffett          | 1                   |

## Corridas
| Corrida | Pista       | Dia da corrida | Distância              | Pole-position     | Volta mais rápida  | Piloto vencedor    | Equipe                     |
| ------- | ----------- | -------------- | ---------------------- | ----------------- | ------------------ | ------------------ | -------------------------- |
| 1       | Imola       | 20 de abril    | 31 voltas / 152.686 km | Björn Wirdheim    | Björn Wirdheim     | Björn Wirdheim     | Arden International        |
| 2       | Catalunya   | 3 de maio      | 33 voltas / 152.565 km | Giorgio Pantano   | Giorgio Pantano    | Giorgio Pantano    | Durango                    |
| 3       | A1-Ring     | 17 de maio     | 35 voltas / 151.410 km | Ricardo Sperafico | Björn Wirdheim     | Ricardo Sperafico  | Coloni Motorsport          |
| 4       | Monaco      | 31 de maio     | 45 voltas / 150.3 km   | Björn Wirdheim    | Björn Wirdheim     | Nicolas Kiesa      | Den Blå Avis               |
| 5       | Nürburgring | 28 de junho    | 30 voltas / 154.423 km | Björn Wirdheim    | Björn Wirdheim     | Enrico Toccacelo   | Super Nova Racing          |
| 6       | Magny-Cours | 5 de julho     | 35 voltas / 154.201 km | Giorgio Pantano   | Giorgio Pantano    | Giorgio Pantano    | Durango                    |
| 7       | Silverstone | 19 de julho    | 30 voltas / 154.125 km | Björn Wirdheim    | Björn Wirdheim     | Björn Wirdheim     | Arden International        |
| 8       | Hockenheim  | 2 de agosto    | 33 voltas / 150.942 km | Ricardo Sperafico | Björn Wirdheim     | Ricardo Sperafico  | Coloni Motorsport          |
| 9       | Budapest    | 23 de agosto   | 35 voltas / 153.440 km | Vitantonio Liuzzi | Patrick Friesacher | Patrick Friesacher | Red Bull Junior Team F3000 |
| 10      | Monza       | 13 de setembro | 26 laps / 150.353 km   | Björn Wirdheim    | Björn Wirdheim     | Björn Wirdheim     | Arden International        |

## Classificação

### Pilotos
| Pos | Driver                | Team                     | IMO | CAT | A1R | MON | NUR | MAG | SIL | HOC | HUN | MNZ | Pts |
| --- | --------------------- | ------------------------ | --- | --- | --- | --- | --- | --- | --- | --- | --- | --- | --- |
| 1   | Björn Wirdheim        | Arden                    | 1   | 2   | 2   | 2   | 13  | 2   | 1   | 2   | 2   | 1   | 78  |
| 2   | Ricardo Sperafico     | Coloni                   | 3   | Ret | 1   | DSQ | 14  | 3   | 4   | 1   | Ret | 3   | 43  |
| 3   | Giorgio Pantano       | Durango                  | Ret | 1   | 3   | Ret | 16  | 1   | 2   | 7   | 4   | Ret | 41  |
| 4   | Vitantonio Liuzzi     | Red Bull Junior          | 4   | Ret | 4   | Ret | 2   | 4   | 3   | 4   | 9   | 4   | 39  |
| 5   | Patrick Friesacher    | Red Bull Junior          | 2   | Ret |     |     | Ret | 11  | 5   | 3   | 1   | 2   | 36  |
| 6   | Enrico Toccacelo      | Super Nova               | 5   | 3   | 5   | Ret | 1   | 13  | 6   | Ret | 7   | 8   | 30  |
| 7   | Nicolas Kiesa         | Den Blå Avis, Super Nova | 12  | 10  | 6   | 1   | 3   | Ret | 8   |     |     |     | 20  |
| 8   | Jaroslav Janiš        | ISR Racing               | DNS | 4   | 9   | 4   | 6   | Ret | 10  | 8   | 5   | 7   | 20  |
| 9   | Townsend Bell         | Arden                    | 9   | 12  | 7   | 6   | Ret | 12  | 7   | 5   | 3   | Ret | 17  |
| 10  | Raffaele Giammaria    | Durango                  | 7   | Ret | 14  | 3   | 7   | 8   | Ret | 10  | 6   | Ret | 14  |
| 11  | Tony Schmidt          | Astromega                | Ret | 6   | Ret | Ret | 10  | 5   | Ret | 6   | 8   | 6   | 14  |
| 12  | Yannick Schroeder     | Superfund ISR - Charouz  | 6   | 8   | Ret | 7   | 4   | 7   | 9   | 11  |     |     | 13  |
| 13  | Jeffrey van Hooydonk  | Astromega                | Ret | Ret |     | 8   | 8   | 6   |     |     |     | 5   | 9   |
| 14  | Zsolt Baumgartner     | Coloni                   | 10  | 7   | 10  | 5   | 11  | 9   | 11  | 9   | DNS |     | 6   |
| 15  | Rob Nguyen            | BCN                      | 8   | 5   | 13  |     |     |     |     |     |     |     | 5   |
| 16  | Derek Hill            | Super Nova               | 15  | 11  | Ret | DSQ | 5   | 10  |     |     |     |     | 4   |
| 17  | Phil Giebler          | Den Blå Avis             |     | Ret | 8   | Ret | 9   | DNS |     |     |     |     | 1   |
| 18  | Alessandro Piccolo    | BCN                      |     | 9   | 12  | DNS |     |     |     |     |     | 11  | 0   |
| 19  | Bernhard Auinger      | Red Bull Junior          |     |     | 11  | 9   |     |     |     |     |     |     | 0   |
| 20  | Christian Montanari   | Coloni                   |     |     |     |     |     |     |     |     |     | 9   | 0   |
| 21  | Will Langhorne        | BCN                      |     |     |     | 10  | 12  | 14  | 13  | 12  |     |     | 0   |
| 22  | Ferdinando Monfardini | BCN                      |     |     |     |     |     |     |     |     | Ret | 10  | 0   |
| 23  | Giovanni Berton       | BCN                      |     |     |     |     |     |     |     |     | 10  |     | 0   |
| 24  | Sam Hancock           | Super Nova               |     |     |     |     |     |     |     | 13  | 11  | DNS | 0   |
| 25  | Nicolas Minassian     | Brand                    | 11  |     |     |     |     |     |     |     |     |     | 0   |
| 26  | Michael Keohane       | Astromega                |     |     |     |     |     |     | 12  | Ret |     |     | 0   |
| 27  | Valerio Scassellati   | BCN]]                    | 13  |     |     |     | 15  | 15  |     | 14  |     |     | 0   |
| 28  | Marc Hynes            | BCN]]                    |     |     |     |     |     |     | 14  |     |     |     | 0   |
| 29  | Gary Paffett          | Brand                    | 14  |     |     |     |     |     |     |     |     |     | 0   |
| –   | Robbie Kerr           | Den Blå Avis             | DNS |     |     |     |     |     |     |     |     |     | 0   |
| Pos | Driver                | Team                     | IMO | CAT | A1R | MON | NUR | MAG | SIL | HOC | HUN | MNZ | Pts |

| Cor      | Resultado                      |
| -------- | ------------------------------ |
| Ouro     | Vencedor                       |
| Prata    | 2º lugar                       |
| Bronze   | 3º lugar                       |
| Verde    | Terminou, nos pontos           |
| Azul     | Terminou, sem pontos           |
| Azul     | Terminou, sem classificar (NC) |
| Púrpura  | Retirou-se (Ret)               |
| Vermelho | Não qualificado (NQ)           |
| Vermelho | Não pré-qualificado (NPQ)      |
| Preto    | Desqualificado (DSQ)           |
| Branco   | Não largou (NL)                |
| Branco   | Desistência (WD)               |
| Branco   | Corrida cancelada (C)          |
| Sem cor  | Não participou (NP)            |
| Sem cor  | Excluído (EX)                  |

### Construtores
| Position | Team                         | SAN | ESP | AUT | MON | NUR | FRA | GBR | GER | HUN | ITA | Total |
| 1        | Arden International Ltd      | 10  | 8   | 10  | 11  | 0   | 8   | 12  | 12  | 14  | 10  | 95    |
| 2        | Red Bull Junior Team F3000   | 13  | 0   | 5   | 0   | 8   | 5   | 10  | 11  | 10  | 13  | 75    |
| 3        | Durango Formula              | 2   | 10  | 6   | 6   | 2   | 11  | 8   | 2   | 8   | 0   | 55    |
| 4        | Coloni Motorsport            | 6   | 2   | 10  | 4   | 0   | 6   | 5   | 10  | 0   | 6   | 49    |
| 5        | Super Nova Racing Ltd        | 4   | 6   | 4   | 0   | 14  | 0   | 4   | 0   | 2   | 1   | 35    |
| 6        | Superfund Team/ISR - Charouz | 3   | 6   | 0   | 7   | 8   | 2   | 0   | 1   | 4   | 2   | 33    |
| 7        | Team Astromega               | 0   | 3   | 0   | 1   | 1   | 7   | 0   | 3   | 1   | 7   | 23    |
| 8        | Den Blå Avis                 | 0   | 0   | 4   | 10  | 6   | 0   | -   | -   | -   | -   | 20    |
| 9        | BCN F3000                    | 1   | 4   | 0   | 0   | 0   | 0   | 0   | 0   | 0   | 0   | 5     |
| 10       | Brand Motorsports            | 0   | -   | -   | -   | -   | -   | -   | -   | -   | -   | 0     |

## Links
- 2003 Lista de pilotos inscritos na temporada de 2003 da F-3000
- Imagens dos testes no circuito de Barcelona